# Campeonato Mundial de Esqui Alpino de 2009
O Campeonato Mundial de Esqui Alpino de 2009 foi a 40º edição do evento, foi realizado em Val-d'Isère, França, entre 2-15 de Fevereiro de 2009.

## Resultados

### Masculino
| Evento          | Datea  | Ouro                         | Tempo   | Prata                    | Tempo   | Bronze                       | Tempo   |
| Downhill        | 7 Fev  | John Kucera · Canadá         | 2:07.01 | Didier Cuche · Suíça     | 2:07.05 | Carlo Janka · Suíça          | 2:07.18 |
| Super-G         | 4 Fev  | Didier Cuche · Suíça         | 1:19.41 | Peter Fill · Itália      | 1:20.40 | Aksel Lund Svindal · Noruega | 1:20.43 |
| Giant slalom    | 13 Fev | Carlo Janka · Suíça          | 2:18.82 | Benjamin Raich · Áustria | 2:19.53 | Ted Ligety · United States   | 2:19.81 |
| Slalom          | 15 Fev | Manfred Pranger · Áustria    | 1.44.17 | Julien Lizeroux · França | 1.44.48 | Michael Janyk · Canadá       | 1.45.70 |
| Super combinado | 9 Fev  | Aksel Lund Svindal · Noruega | 2:23.00 | Julien Lizeroux · França | 2:23.90 | Natko Zrnčić-Dim · Croácia   | 2:24.58 |

### Feminino
| Evento          | Data   | Ouro                         | Tempo   | Prata                          | Tempo   | Bronze                       | Tempo   |
| Downhill        | 9 Fev  | Lindsey Vonn · United States | 1:30.31 | Lara Gut · Suíça               | 1:30.83 | Nadia Fanchini · Itália      | 1:30.88 |
| Super-G         | 3 Fev  | Lindsey Vonn · United States | 1:20.73 | Marie Marchand-Arvier · França | 1:21.07 | Andrea Fischbacher · Áustria | 1:21.13 |
| Giant slalom    | 12 Fev | Kathrin Hölzl · Alemanha     | 2:03.49 | Tina Maze · Eslovênia          | 2:03.58 | Tanja Poutiainen · Finlândia | 2:04.03 |
| Slalom          | 14 Fev | Maria Riesch · Alemanha      | 1:51.80 | Šárka Záhrobská · Chéquia      | 1:52.57 | Tanja Poutiainen · Finlândia | 1:52.89 |
| Super combinado | 6 Fev  | Kathrin Zettel · Áustria     | 2:20.13 | Lara Gut · Suíça               | 2:20.69 | Elisabeth Görgl · Áustria    | 2:21.01 |

### Time
| Evento | Data                   | Ouro | Tempo | Prata | Tempo | Bronze | Tempo |
| evento | Cancelado – pelo tempo |      |       |       |       |        |       |

## Quadro de medalhas
| Ordem | País           | Medalha de ouro | Medalha de prata | Medalha de bronze | Total |
| ----- | -------------- | --------------- | ---------------- | ----------------- | ----- |
| 1     | Suíça          | 2               | 3                | 1                 | 6     |
| 2     | Áustria        | 2               | 1                | 2                 | 5     |
| 3     | Estados Unidos | 2               | 0                | 1                 | 3     |
| 4     | Alemanha       | 2               | 0                | 0                 | 2     |
| 5     | Noruega        | 1               | 0                | 1                 | 2     |
| 5     | Canadá         | 1               | 0                | 1                 | 2     |
| 7     | França         | 0               | 3                | 0                 | 3     |
| 8     | Itália         | 0               | 1                | 1                 | 2     |
| 9     | Eslovênia      | 0               | 1                | 0                 | 1     |
| 9     | Chéquia        | 0               | 1                | 0                 | 1     |
| 11    | Finlândia      | 0               | 0                | 2                 | 2     |
| 12    | Croácia        | 0               | 0                | 1                 | 1     |
|       | Total          | 10              | 10               | 10                | 30    |